# Tipiak
Tipiak est un groupe agroalimentaire français, développant une offre sur deux secteurs : un secteur « sec » (épicerie et panification), ainsi qu'un secteur « froid » (plats cuisinés surgelés et produits cuisinés traiteur-pâtissier).

## Histoire

### Les maisons Groult et Billard
Thomas Groult crée la maison Groult en 1830. Il développe l'entreprise familiale en 1831 en achetant le « Bazar des Comestibles » à Paris. La Maison Groult vend alors des farines de légumes cuits, des pâtes et divers féculents. Grâce à de nombreuses relations commerciales nouées avec l'étranger, et notamment le Brésil depuis 1836, Thomas Groult fait également importer du sagou, du tapioca, de l'arrow-root. L'entreprise est ensuite fortement développée par son fils, Camille Groult.
Les établissements Billard sont fondés en 1879 à Nantes par Georges Billard et spécialisés dans les produits coloniaux, tels que la vanille, le café, le sucre, les épices ainsi que le tapioca qui devient le produit phare de l'entreprise. Dans les années 1930, la maison Billard vend sa raffinerie de sucre et après la Seconde Guerre mondiale, les principaux produits commercialisés sont le tapioca, le riz et quelques produits secs.
Afin de pouvoir s'approvisionner en produits étrangers, les deux maisons collaborent étroitement avec le milieu portuaire. De Paris, la maison Groult se procure des produits débarqués au Havre via le trafic fluvial de la Seine et la maison Billard bénéficie du trafic portuaire nantais.
En 1967, les deux familles décident de rapprocher leurs deux sociétés en s'associant à parts égales dans une nouvelle société dénommée Tipiak.

### Années 1970 à 2000: diversification et acquisitions
Dans les années 1970, le groupe Tipiak développe son pôle « épicerie sèche » en devenant producteur de tapioca et de semoule. Entre 1984 et 1991, l'entreprise diversifie son secteur d'activité en créant un pôle « plats cuisinés surgelés », elle se déploie également à l'international en ouvrant une filiale commerciale aux États-Unis en 1991. En 1996, Tipiak continue la diversification de son offre en ouvrant un pôle « traiteur pâtissier » à la suite de l'acquisition de la Société Nouvelle Duteil. En 2000, un quatrième pôle d'activité voit le jour à la suite du rachat de la société Gesnouin, spécialiste en panification

### Années 2000 à nos jours
En 2002, le pôle « traiteur pâtissier » compte trois unités industrielles en Loire-Atlantique : Malville, Saint-Herblain et Pontchâteau. En 2004, le pôle « plats cuisinés surgelés » regroupe ses deux sites du Sud-Finistère et crée une seule usine de grande capacité sur le site de Fouesnant, baptisée « Cornouaille ». En 2005, Tipiak poursuit son programme de renforcement industriel de chaque pôle : augmentation de capacité industrielle, modernisation des lignes de fabrication. Entre 2006 et 2008, l'entreprise continue d'investir : le pôle Tipiak « traiteur pâtissier » s'agrandit en même temps que son site de Saint-Herblain puis, un an plus tard, l'usine de Pontchâteau connaît une extension à son tour. Depuis 2008, le groupe continue à investir sur ses sites.

## Chiffres clés
En 2012, l'effectif moyen de l'entreprise est de 1 149 personnes. Sur l’année, Tipiak a recruté 29 personnes en CDI, dont 10 créations de postes. Le chiffre d'affaires net est de 172 millions d'euros en progression de 2,6 % (contre + 6 % en 2011) dans les deux secteurs. Le capital social de la société Tipiak, au 31 décembre 2012, 2 741 940 € réparti en 913 980 actions de 3 € de nominal. Les deux familles fondatrices (Billard et Groult) contrôlent chacune 35 % du capital. Le groupe Tipiak a été introduit au Second Marché en 1988. Côté sur NYSE Euronext Paris Compartiment C, sa capitalisation boursière, à fin décembre 2012, ressort à 35,6 millions d'Euros.

## Actionnaires
Liste des principaux actionnaires au 25 avril 2022 :
| Nom                    | Actions | %      |
| ---------------------- | ------- | ------ |
| Famille Billard        | 319 893 | 35,0 % |
| Société Maison Groult  | 319 893 | 35,0 % |
| Hubert Grouès          | 46 613  | 5,10 % |
| Tipiak (autodétention) | 36 906  | 4,04 % |
| Actionnariat salarié   | 24 500  | 2,68 % |

## Secteur «sec» et secteur «froid»
L'entreprise Tipiak a développé une offre autour de deux secteurs : secteur « sec » et secteur « froid » constitué autour de quatre pôles, épicerie, panification, plats cuisinés surgelés et traiteur-pâtissier.
Le pôle épicerie concerne une gamme de produits comprenant des aides pour cuisiner, des plats céréaliers et des produits destinés aux industriels.
Le pôle panification compte dans sa gamme de produits des croûtons et des feuilletés prêts à garnir. Il est le leader sur le marché des croûtons en grande distribution.
Le pôle « plats cuisinés surgelés » concerne les entrées de la mer surgelées, des crêpes et des galettes surgelées, des plats cuisinés surgelés (individuels et familiaux) et des sauces congelées.
Le pôle « Traiteur Pâtissier » est spécialiste des bouchées pour cocktail et apéritifs salés ou sucrés. Ses produits sont distribués par la grande distribution dans les rayons surgelés, frais à la coupe et frais PLS[pas clair] ainsi que dans les magasins spécialisés, à travers la vente à domicile et en restauration hors domicile.

## Sites de production
Les usines de Tipiak sont essentiellement implantées dans le Grand Ouest : Fouesnant, Malville, Saint-Herblain, Pontchâteau, Pont-l'Évêque, Marans et Saint-Aignan-Grandlieu où est également implanté, dans la zone d'activité de l'aéroport Nantes Atlantique, le siège social de l'entreprise.

## Anecdotes
- Le nom Tipiak provient de « tipi'og » ou « tipi'ak », désignant la fécule de tapioca dans la langue des Guarani du Brésil et qui a donné le mot « tapioca »[réf. nécessaire].
- En novembre 1993, cinq bigoudènes[Note 1], âgées de 71 à 91 ans, deviennent des vedettes du petit écran grâce à un film publicitaire de Jean Becker pour la société Tipiak, dans lequel elles disent notamment : « Pirates ! Ils ont volé notre recette ! » ; le film est tourné au manoir de Kerazan à Loctudy. Dans un autre clip publicitaire, un trio[Note 2] est en vedette avec une nouvelle venue, Maria Lambour, qui devient vite la plus célèbre. Une autre campagne publicitaire est lancée en 2012, toujours réalisée par Jean Becker[10].
- Depuis la diffusion à la télévision de spots publicitaires montrant des femmes en coiffe bigoudène traditionnelle criant « Tipiak, pirate ! », le terme « tipiak » est devenu synonyme de « pirate » dans certaines communautés internet, et désigne un pirate informatique (hacker) ou un contrefacteur.[réf. nécessaire]